# Guignardia fulvida
Guignardia fulvida är en svampart som beskrevs av F.R. Sand. 1965. Guignardia fulvida ingår i släktet Guignardia och familjen Botryosphaeriaceae.   Inga underarter finns listade i Catalogue of Life.